# Органічні продукти
Органічні продукти (від англ. organic food) — продукція сільського господарства та харчової промисловості, виготовлена відповідно до затверджених правил (стандартів), які передбачають мінімізацію використання пестицидів, синтетичних мінеральних добрив, регуляторів росту, штучних харчових добавок, а також забороняють використання ГМО.
Наприклад, у сільському господарстві на полях не використовують хімічно-синтезованих мінеральних добрив, ГМО, а для боротьби зі шкідниками застосовують фізичні та біологічні методи: ультразвук, шум, світло, пастки, температурні режими. У тваринництві особливу увагу приділяють кормам (без консервантів, стимуляторів росту, збудників апетиту) та безстресовим умовам утримання й транспортування, заборонено використовувати антибіотики та гормони. Щодо готової продукції заборонено рафінування, мінералізація та інші прийоми, які вбивають поживні властивості продукту, а також додавання штучних ароматизаторів, барвників тощо.

## Сертифікація органічної продукції
| Маркування органічних продуктів |
| ------------------------------- |
| Україна                         |
| США                             |
| Європейський Союз               |

Коли йдеться про органічну продукцію й розвиток її ринків, надзвичайно велику роль відіграє «органічна» гарантійна система, що включає спеціалізовані інспекційні та сертифікаційні органи. Ця система в своїй діяльності використовує як правові норми, що встановлюють обов'язкові вимоги в рамках державного регулювання, так і певні визначені стандарти, які є добровільними угодами — результатом досягнення визначеного консенсусу споживачів і виробників товарів і послуг. У сучасному світі переважає тенденція заміни правових норм щодо органічної продукції стандартами, оскільки останні є простішими в застосуванні й легше піддаються міжнародній гармонізації, а також через політику дерегулювання, до якої вдаються в багатьох країнах.
Система інспекції органічної продукції в більшості країн ЄС є мішаною — державно-приватною. Державні органи здійснюють акредитацію приватних сертифікаційних установ та нагляд за їх діяльністю. Ті, своєю чергою, контролюють виробників сільгосппродукції та переробні підприємства й сертифікують їхню продукцію згідно з тими або іншими «органічними» стандартами, що повинні бути узгоджені з базовими стандартами Міжнародної Федерації органічного сільськогосподарського руху IFOAM. Експорт органічної продукції в ЄС з інших країн передбачає обов'язкову наявність сертифіката, виданого акредитованою в ЄС сертифікаційною установою.
У такий спосіб ця гарантійна система (сертифікації, інспекції та маркування) забезпечує відповідність органічним стандартам усього процесу сільськогосподарського виробництва й переробки до рівня кінцевої продукції, включно з її пакуванням, маркуванням та доставкою споживачам. З 1 липня 2012 року для усієї пакованої органічної продукції, виробленої на території ЄС, обов'язковим є нанесення на упаковку спеціального уніфікованого логотипу, паралельно з яким можуть розміщуватися приватні, регіональні або національні логотипи органічної продукції. Уніфікований логотип органічної продукції, прийнятий в ЄС, на добровільних засадах також може використовуватися для маркування органічних продуктів не розфасованих для кінцевого споживача, а також для органічних продуктів, що імпортуються на територію ЄС з третіх країн.

## Органічна продукція в Україні
В Україні станом на 31 грудня 2022 р. загальна площа сільськогосподарських угідь, зайнятих під органічне виробництво, та перехідного періоду, склала 263 619 га (0,6% від загальної площі земель сільськогосподарського призначення України), в тому числі площа сільськогосподарських угідь з органічним статусом — 246 126 га, площа сільськогосподарських угідь перехідного періоду — 17 493 га. Загальна кількість операторів органічного ринку становила 462, включаючи 380 сільськогосподарських виробників.
Протягом останніх років, до 24 лютого 2022 року, на внутрішньому ринку спостерігалося зростання продажів та розширення асортименту органічних продуктів.
Через повномасштабне військове вторгнення росії на територію України продажі української органічної продукції на внутрішньому ринку скоротилися на 36% за обсягом (6 280 тонн) та на 48% за вартістю (близько 17 млн доларів США) у 2022 році порівняно з 2021 роком.
В той же час, реалізація органічної продукції за категоріями майже не змінилась. На першому місці залишається молочна продукція, на другому – овочі, фрукти, гриби, на третьому – круп’яні і зернові вироби, борошно, насіння та снеки.
Асортимент української органічної продукції на внутрішньому ринку: молоко та молочна продукція, овочі, фрукти та гриби, круп’яні і зернові вироби, борошно, насіння, снеки, яйця, м’ясна продукція, соки, напої, пасти, консервовані продукти, олія, прянощі та спеції, цукор та інша продукція, до якої входять хлібобулочні вироби, вареники/пельмені, мед, шоколад, чай, кава.

### Законодавче регулювання органічного ринку в Україні
Станом на березень 2024 року органічне виробництво в Україні регулюється Законом України «Про основні принципи та вимоги до органічного виробництва, обігу та маркування органічної продукції», а також відповідними нормативно-правовими актами.
Щодо історії розробки та впровадження органічного законодавства в Україні, спочатку 21 квітня 2011 року Верховна Рада України ухвалила Закон «Про органічне виробництво». Документ визначав правові, економічні, соціальні й організаційні основи ведення органічного сільського господарства, вимоги щодо вирощування, виробництва, переробки, сертифікації, маркування, перевезення, зберігання та реалізації органічної продукції та сировини. Але цей закон не було впроваджено.
У 2014 році було ухвалено Закон України «Про виробництво та обіг органічної сільськогосподарської продукції та сировини». Це був основний законодавчий акт у сфері регулювання органічного ринку до 2018 року.
Вже 10 липня 2018 року Верховною Радою України було ухвалено Закон України «Про основні принципи та вимоги до органічного виробництва, обігу та маркування органічної продукції» № 2496, а 2 серпня 2019 року його було введено в дію.
У травні 2023 року Національне агентство з акредитації України видало перший атестат про акредитацію органу сертифікації ТОВ «Органік Стандарт». У червні 2023 року Мінагрополітики внесло ТОВ «Органік Стандарт» до Державного реєстру органів сертифікації у сфері органічного виробництва та обігу органічної продукції, що дозволило йому розпочати проведення сертифікації органічного виробництва та/або обігу органічної продукції відповідно до вимог законодавства України.
У серпні 2023 року Мінагрополітики запустило Державний реєстр операторів, що здійснюють виробництво продукції відповідно до вимог законодавства у сфері органічного виробництва, обігу та маркування органічної продукції.

#### Закон «Про основні принципи та вимоги до органічного виробництва, обігу та маркування органічної продукції»
Згідно з законом, органічна продукція — це сільськогосподарська продукція, у тому числі харчові продукти та корми, отримані в результаті органічного виробництва. А органічним виробництвом називається сертифікована діяльність, пов'язана з виробництвом сільськогосподарської продукції (у тому числі всі стадії технологічного процесу, а саме первинне виробництво (включаючи збирання), підготовка, обробка, змішування та пов'язані з цим процедури, наповнення, пакування, переробка, відновлення та інші зміни стану продукції), що провадиться із дотриманням вимог законодавства у сфері органічного виробництва, обігу та маркування органічної продукції.
Законом впроваджується, що виробники органічної продукції зобов'язані будуть проходити сертифікацію (з обов'язковим щорічним виїзним інспектуванням). Такі підприємства включаються до реєстру операторів ринку органічної продукції. Повноваження по сертифікації органічного виробництва отримають акредитовані органи сертифікації.
Продукт дозволяється маркувати як органічний тільки за умови, що він:
- вироблений відповідно до вимог законодавства у сфері органічного виробництва, обігу та маркування органічної продукції;
- містить не менше 95 % органічних інгредієнтів сільськогосподарського походження (за вагою без урахування частки води і кухонної солі);
- містить не більше 5 % (за вагою) неорганічних інгредієнтів, включених до переліку речовин, які дозволяється використовувати в процесі органічного виробництва в гранично допустимих кількостях[6].

Більше про маркування органічної продукції в Україні у статті Органічний ринок в Україні.

## Поширення органічної продукції у світі
За інформацією щорічного довідника «Світ органічного сільського господарства 2024», протягом 2022 року глобальний ринок органічних харчових продуктів зріc приблизно на 9%, а частка органічного ринку в світі в середньому сягнула 5%. У 2022 році кількість земель, зайнятих під органічне виробництво та кількість органічних операторів збільшилась на 26%. Станом на кінець 2022 року під органічним сільським господарством зайнято 2% від загальної площі земель сільськогосподарського призначення у світі.
Світовий ринок органічної продукції за результатами 2022 року сягнув майже 135 млрд євро, приріст у порівнянні із 2021 роком становив близько 9%. Найбільше зростання обсягів споживання органічної продукції відбулось у США, наразі ринок складає 58,6 млрд євро та займає 50% світового споживання органічних продуктів.
Європейський ринок органічних харчових продуктів у 2022 році сягнув 53,1 млрд євро, це другий за обсягом ринок після США. Органічний ринок ЄС перевищив 45 млрд євро.
Площа земель, зайнятих під органічне виробництво в Європі сягає 18,5 млн га, з них 16,9 в ЄС. Більше 480 тис виробників обробляють площі в Європі, з них близько 419 тис виробників в ЄС. Частка органічних земель в ЄС становить 10,4% від загальної кількості сільськогосподарських земель в ЄС.